# الإبلاغ عن حركة المرور

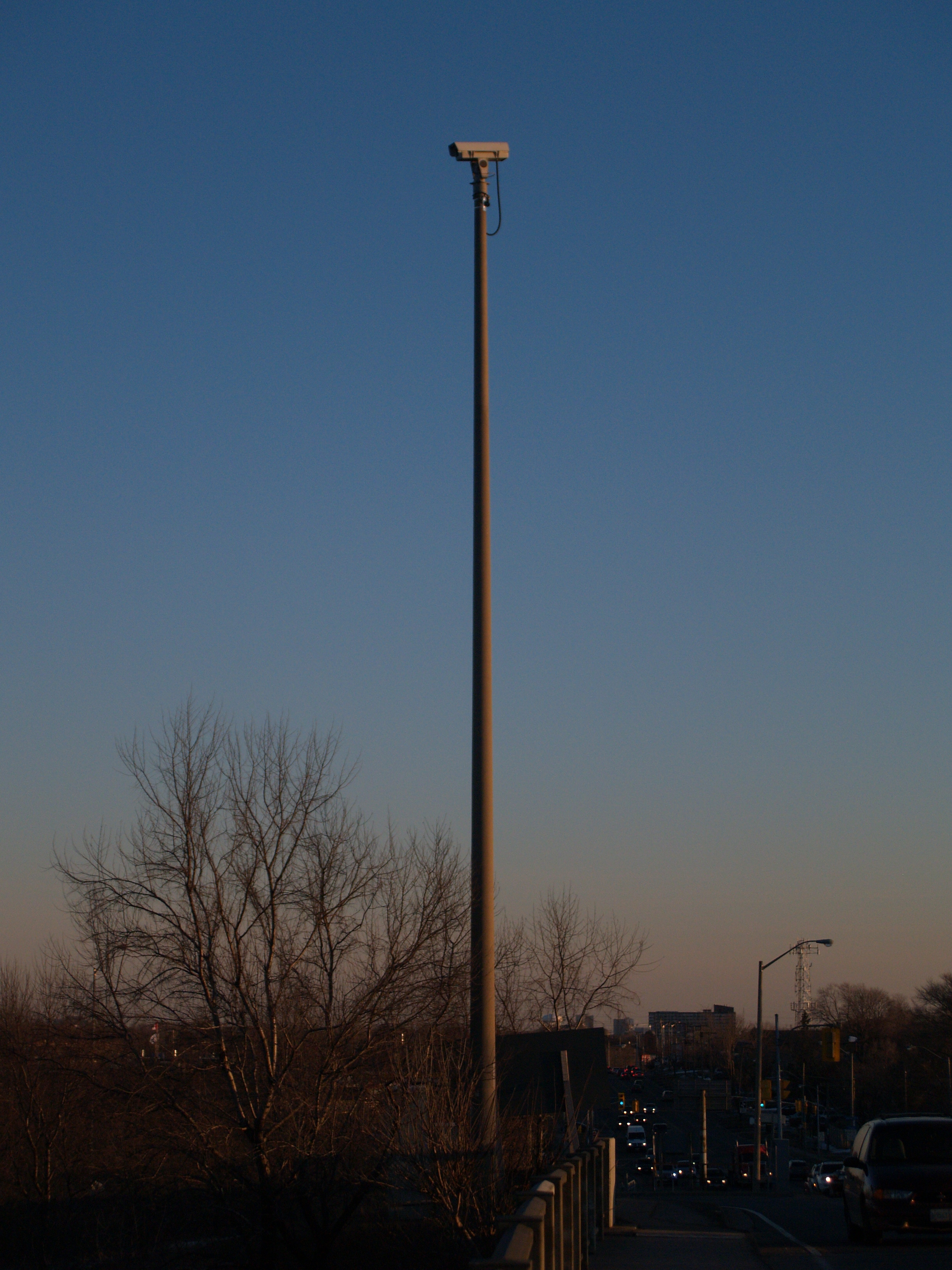
كاميرا لرصدِ حركة المرور

يُعد الإبلاغ عن حركة المرور بمثابة التوزيع في الوقت الفعلي تقريبًا للمعلومات حول ظروف الطُرق مثل الازدحام المروري، التحويلات المروريّة وكذا الحوادث. تُساعد هذهِ التقارير السائقين على توقعِ مشاكل المرور وتجنبها في أحيانٍ كثيرة كما قد تُشير تقارير حركة المرور خاصةً في المدن إلى حالات تأخير كبيرة في النقل الجماعي. بالإضافة إلى تقارير البث الدورية؛ يُمكن الاستعانة بتقنيّة الإبلاغ عن حركة المرور هذه في الهواتف الذكية وأجهزة الكمبيوتر الشخصية.

## الطُرق
هناك العديد من الطُرق المستخدمة اليوم لجمع سرعة الحركة ومعلومات الحوادث؛ بدءًا من المراسلين المحترفين إلى نظام تحديد المواقع العالمي أو الاعتماد على الطريقتين معًا.
- تستخدمُ آي إن آر إيه إكس شبكتها التي تضمّ أكثر من 175 مليون سيارة وجهاز لجمع بيانات السرعة من الهواتف المحمولة والشاحنات وعربات التوصيل والمركبات الأخرى المزودة بأجهزة تحديدِ المواقع بما في ذلك الهواتف الذكية.
- تجمعُ خرائط جوجل من خلال التعهيد الجماعي معلوماتٍ من مستخدمي الهواتف؛ فمن خلال حسابِ سرعة المستخدمين على امتداد الطريق تستطيعُ جوجل إنشاء خريطة حركة مرور مباشرة.[1] في المُقابل؛ يسمحُ فرعها ويز للمستخدمين بالإبلاغ مباشرة عبر تطبيق على الهواتف الذكيّة.
- يَستخدمُ توم توم بيانات مصدرها من مستخدمي الهواتف المحمولة إلى جانب بيانات من مصادر تقليدية مثلَ كاميرات المرور.
- مراقبة ترددات الراديو الخاصة بالشرطة؛ حيثُ أن بعض المحطات الإذاعية لديها اتفاقات مع دوريات الطرق السريعة بالولايات التي تسمح بالاتصال المباشر بجهاز الكمبيوتر وهذا يُتيح جمع المعلومات في الوقت الحقيقي بما في ذلك تقارير الحوادث على الطرق السريعة.
- تحتوي العديد من المناطق على طائرات هليكوبتر تُحلق فوق الطرق حيثُ تعمل على تصويرِ الحوادث وغيرها من المناطق ذات الكثافة المرورية المرتفعة.
- كاميرات المرور
- جيدي ترافيك (بالإنجليزية: Giditraffic)‏ هي خدمة اجتماعية عبرَ الإنترنت تّستخدم هي الأخرى التعهيد الجَماعي كوسيلة أساسية لتوفير تحديثات حركة المرور في الوقت الحقيقي للمشتركين.[2]
- قائمة أجهزة الاستشعار على جانبِ الطريق والتي تعملُ بالأشعة تحتَ الحمراء لقياس البقع أو التعرف على لوحة الأرقام تلقائيًا لقياس السرعة بين موقعين (لدى شركة ترافيك ماستر شبكة من أجهزة الاستشعار على الطرق السريعة والطرق الرئيسية في المملكة المتحدة).

## طرق نقل المعلومات
- وحدات نظام التموضع العالَمي
- الهواتف الذكية
- الراديو
- علامات الطرق الإلكترونية
- خط هاتف معلومات المرور أو ما شابه
- التلفزيون والشبكة